# Covered bond
De term covered bond is een aanduiding voor een bijzondere vorm van een obligatie, waarbij aan de houders van de obligatie in enige vorm een extra zekerheid is verschaft. Tegenover de schuld die de uitgever van de obligaties heeft aan de houders ervan, staat een vordering die hij op een of meer derden heeft. Hij heeft er bijvoorbeeld een portefeuille hypothecaire leningen mee gefinancierd. (Hieronder zal eerst uitgegaan worden van een dergelijke situatie.)

## Kenmerken
De zekerheid bestaat hieruit, dat de uitgevende instelling (de bank) de houders van de obligaties een aparte claim heeft gegeven op hetgeen hij van die derden (hier: de huiseigenaren/hypotheekgevers) heeft te ontvangen. Deze claim kunnen ze uitoefenen indien de uitgever van de obligaties zijn verplichtingen niet nakomt. Dat zou een surseance of een faillissement kunnen zijn.
Er zijn in hoofdlijnen twee mogelijkheden om deze zekerheid vorm te geven: er wordt binnen de uitgevende bank een aparte positie gecreëerd voor de houders van de covered bonds (juridisch en ook organisatorisch), of er wordt voor het uitgeven van deze covered bonds een aparte rechtspersoon opgericht.

### Aparte positie
In het eerste geval wordt aan de houders van de covered bonds een aparte, sterkere positie verleend doordat in de leningsvoorwaarden hen een preferentie wordt toegekend: zij ontvangen als eerste hun geld, en andere crediteuren komen eerst aan de beurt nadat zij voldaan zijn.
Meestal wordt er in de leningsvoorwaarden van de obligatie een partij benoemd die in het geval van faillissement of surseance als vertegenwoordiger van de obligatiehouders zal optreden. In het geval van niet-tijdige betaling van rente en aflossing op de obligaties zal die vertegenwoordiger (meestal aangeduid als "trustee") de debiteuren van de bank verzoeken om voortaan hun betalingen niet meer aan de bank maar aan hem, de trustee, te doen. (De betalingen worden als het ware voorwaardelijk "omgeleid", onder de voorwaarde dat die surseance of faillissement plaatsvindt.)
Voor die debiteuren (de huiseigenaren dus) verandert er, behalve dat ze de betalingen aan de trustee in plaats van aan de bank moeten doen, niets. Hun verplichtingen verzwaren er niet door.
Voor de obligatiehouders heeft deze constructie het voordeel dat ze geen last hebben van de surseance of het faillissement van de bank ("bankruptcy remoteness"). Zolang er een positief verschil is tussen het totaal van wat de huiseigenaren aan de bank moeten betalen en wat de bank aan de obligatiehouders moet betalen, leiden de laatste geen schade (afgezien van wellicht enige schade door vertraagde betalingen). Dit voordeel wordt uiteraard verdisconteerd in het rendement van de obligatie, dat wat lager is dan voor een overigens vergelijkbare obligatie, zonder die zekerheidsconstructie, het geval zou zijn. De betere kwaliteit komt vaak tot uiting in de hogere rating van de covered bond.
Opgemerkt moet worden dat de situatie dat die zekerheidsconstructie ook daadwerkelijk wordt ingeroepen, zich hoogst zelden voordoet. De constructie moet uiteraard wel juridisch "waterdicht" zijn. De leningsvoorwaarden zijn dan ook vaak tamelijk omvangrijk.

### Aparte rechtspersoon
Een andere methode om obligatiehouders de gewenste extra zekerheid te verschaffen bestaat hieruit dat er een aparte rechtspersoon wordt opgericht, waarin de verstrekte leningen worden ondergebracht, en die de obligaties uitgeeft. (De oprichtende entiteit (hier: de bank) zal vaak enige vorm van ondersteuning bieden, in de vorm van een achtergestelde lening of dergelijk, waarmee die rechtspersoon over enige liquiditeiten beschikt om in staat te zijn de verschuldigde betalingen op tijd te doen. Bij elke hypotheekportefeuille zullen zich immers weleens vertragingen in de ontvangst van de maandelijkse rentebetalingen door de huiseigenaren voordoen.) Een faillissement van de bank raakt die aparte rechtspersoon dus niet. In het financiële jargon wordt die nieuwe rechtspersoon aangeduid als een "bankruptcy remote special purpose vehicle".
Bij het "optuigen" van een dergelijke rechtspersoon en het voorbereiden van de financiering ervan, wordt normaliter gekozen voor een "staffel" van kwaliteiten van obligaties. Het overgrote deel van het te financieren bedrag (meestal rond 90% van de totale emissie) kan met covered bonds gefinancierd worden, doch "onderaan" zal dan een partij achtergestelde leningen staan. Deze plegen in Europa niet verkocht te worden, doch door de bank die de transactie organiseert zelf ingekocht en behouden te worden. In de VS is het verkopen van ook deze laagste tranche meer gebruikelijk: zie Collateralized debt obligation.
Opgemerkt wordt dat covered bonds ook door een samenwerkingsverband van kleinere emittenten kunnen worden uitgegeven. De omstandigheid dat daarmee grotere bedragen met dezelfde modaliteiten kunnen worden geleend (tot meerdere miljarden euro's) komt de verhandelbaarheid van die lening ten goede, hetgeen ertoe leidt dat (ceteris paribus) tegen lagere tarieven geleend kan worden.
Covered bonds hebben, zoals gezegd, vaak hypothecaire leningen als zekerheid (in het jargon aangeduid als "collateral".) Ook andere vorderingen komen echter veel voor, zoals creditcardvorderingen en persoonlijke leningen. In veel gevallen is aan te nemen dat de looptijd van de obligatie zal verschillen van de looptijd van het collateral: de meeste creditcard vorderingen, bijvoorbeeld, zullen na enige weken tot maanden betaald zijn, en ook in een hypotheekportefeuille zullen wegens verkopen van woningen etc. wijzigingen komen. Voor die situatie is bedongen dat er, na het verdwijnen van leningen vervangende leningen aan de "pool" van als zekerheid fungerende leningen moeten worden toegevoegd. Het behoort tot de taak van de trustee, er op toe te zien dat dit ook gebeurt. (En uiteraard dat de nieuwe leningen niet minder van kwaliteit zijn dan de uit de "pool" verdwenen leningen.)
Voor een bank geeft het werken met een "special purpose vehicle" de mogelijkheid om leningen zowel economisch als juridisch van zijn balans te verwijderen. Er behoeft dan geen eigen vermogen meer voor te worden aangehouden. De rol van de bank bestaat dan uit het verstrekken van de hypothecaire geldleningen, het opzetten van die nieuwe rechtspersoon, en het voor deze voeren van de administratie met betrekking tot die hypotheken. De huiseigenaar/hypotheekgever zal meestal niets merken van die overdracht: voor hem blijft de bank waar hij zijn hypotheek heeft afgesloten degene met wie hij te maken heeft.

### Hypotheken
In een aantal Europese landen is een wettelijke regeling getroffen voor covered bonds met hypotheken als zekerheid. Het voordeel is dat de belegger met één juridisch kader te maken heeft in plaats van een uitgebreid pakket aan leningsvoorwaarden te moeten beoordelen (indien ten minste de emittent heeft aangegeven, zich aan dat kader te willen conformeren). De positie van de obligatiehouders, de rol van de trustee en wie die rol vervult, en de procedure in geval van een faillissement is dan bij wet geregeld. De benamingen voor de onder een dergelijk regime uitgegeven leningen zijn: Pfandbrief (Duitsland), obligation foncière (Frankrijk), cedulas ipotecarias (Spanje), lettre de gage (Luxemburg), asset covered securities (Ierland). Tussen de diverse wettelijke regelingen zijn slechts kleine verschillen.

### Overheidsleningen
Een aparte categorie covered bond is die, waarbij het onderpand bestaat uit leningen aan (meestal lagere) overheden. Deze komen voor in Duitsland (Öffentliche Pfandbriefe) en Spanje (cedulas territoriales).
Al deze leningen zijn bestemd voor institutionele beleggers.